# Ревуцький Артем Михайлович
Арте́м Миха́йлович Реву́цький — сержант Збройних сил України, учасник російсько-української війни.

## З життєпису
Народився 1979 року в місті Запоріжжя. Закінчив запорізьку школу № 97, здобув спеціальність газоелектрозварювальника в ПТУ № 15 1996-го. Проходив строкову службу в житомирській десантній дивізії — на посаді зв'язківця; демобілізувався у званні сержанта. Заочно закінчив ЗНТУ за фахом «фінанси»; працював у відділенні ПриватБанку, згодом — у ТОВ «Інтайм» логістом.
У часі війни з 2 квітня 2014 року — доброволець, командир відділення, 93-тя окрема механізована бригада. З липня перебував у зоні боїв.
29 серпня 2014 року загинув при виході з оточення поблизу Іловайська.
Вдома залишився син 2005 р.н.
Похований на Первомайському кладовищі у Запоріжжі 4 вересня 2014 року.

## Нагороди та вшанування
- 14 листопада 2014 року за особисту мужність і героїзм, виявлені у захисті державного суверенітету та територіальної цілісності України, вірність військовій присязі під час російсько-української війни, відзначений — нагороджений орденом «За мужність» III ступеня (посмертно).
- Його портрет розміщений на меморіалі «Стіна пам'яті полеглих за Україну» у Києві: секція 3, ряд 8, місце 30
- Вшановується 29 серпня на щоденному ранковому церемоніалі вшанування українських захисників, які загинули цього дня в різні роки внаслідок російської збройної агресії[1]
- 9 листопада 2016 року нагороджений орденом «За заслуги перед Запорізьким краєм» III ступеня (посмертно).